# Андре Рузвельт
Андре Рузвельт (фр. André Roosevelt; 24 квітня 1879, Париж — 21 липня 1962, Порт-о-Пренс) — французький регбіст, чемпіон літніх Олімпійських ігор 1900 року, чемпіон Франції в 1900 році. Французький кінематограф американського походження, менеджер курортного готелю.

## Сімейне життя
Корнеліус Луїс Андре Рузвельт народився 24 квітня 1879 року в Парижі. Андре був сином Корнеліуса Рузвельта (1847 —1902), двоюрідного брата президента США, Теодора Рузвельта, який одружився з акторкою Анною. Малого Андре охрестили в американському соборі в Парижі. Андре двічі одружувався. Перший раз з Адельхейд Ланге в 1905 році, а після розлучення взяв шлюб з Аліс Ла Фонтант на Гаїті.
Рузвельт дуже любив подорожі. В 1924 році вирушив на Балі, щоб розвивати тамтешній туристичний ринок, але в той же час стараючись зберегти культурну цілісність Балі. То власне він припускав, що можна відкрити на Балі національний або навіть і міжнародний парк, з законами, які б регулювали його цілісність. У 1928 та 1929 роках, разом із Армандом Деніс екранізували фільм Goona-Goona, An Authentic Melodrama , не без допомоги зі сторони Волтера Спайса. Їхній фільм був випущений в 1930 році в США і дав початок американському божевіллю на Балі. Андре Рузвельт є також відомий завдяки випущеному в 1938 році фільмові Beyond the Caribbean.
Андре Рузвельт помер 21 липня 1962 року в Порт-о-Пренс на Гаїті.

## Спортивна кар'єра
Під час своєї спортивної кар'єри репрезентував клуб Космополітен.
Разом із іншими паризькими спортсменами взяв участь у змаганнях з регбі на літніх Олімпійських іграх 1900. Виступив у двох змаганнях, коли 14 жовтня команда Франції отримала перемогу над Німеччиною з рахунком 27:17. Два тижні пізніше, вони здобули перемогу над Великою Британією з рахунком 27:8. Вигравши ці два найважливіші поєдинки, Франція отримала золоту медаль.